# Caucasonethes borutzkyi
Caucasonethes borutzkyi är en kräftdjursart som beskrevs av Karl Wilhelm Verhoeff 1932. Caucasonethes borutzkyi ingår i släktet Caucasonethes och familjen Trichoniscidae. Inga underarter finns listade i Catalogue of Life.